# Jorien ter Mors
Jorien ter Mors (Enschede, 21 dicembre 1989) è una pattinatrice di short track e pattinatrice di velocità su ghiaccio olandese, campionessa olimpica dei 1500 metri e dell'inseguimento a squadre di pattinaggio di velocità ai Giochi di Soči 2014 e dei 1000 metri ai Giochi di Pyeongchang 2018, durante i quali è riuscita a conquistare una medaglia in due discipline diverse grazie a un bronzo nello short track.

## Palmarès

### Short track

#### Olimpiadi
- 1 medaglia:
  - 1 bronzo (3000 m staffetta femminile a Pyeongchang 2018).

#### Mondiali
- 3 medaglie:
  - 2 argenti (staffetta a Sheffield 2011; 1000 m a Debrecen 2013);
  - 1 bronzo (3000 m a Debrecen 2013).

#### Europei
- 20 medaglie:
  - 9 ori (staffetta a Heerenveen 2011; 1000 m, staffetta a Mladá Boleslav 2012; staffetta a Malmö 2013; 1500 m, 3000 m, staffetta e classifica generale a Dresda 2014; staffetta a Soči 2016);
  - 7 argenti (staffetta a Dresda 2010; 1500 m, classifica generale a Mladá Boleslav 2012; 500 m, 3000 m a Malmö 2013; 1000 m a Dresda 2014; 1500 m a Soči 2016);
  - 4 bronzi (staffetta a Sheffield 2007; 1000 m, classifica generale a Malmö 2013; 500 m a Dresda 2014).

### Pattinaggio di velocità

#### Olimpiadi
- 3 medaglie:
  - 3 ori (1500 m, inseguimento a squadre a Soči 2014; 1000 m a Pyeongchang 2018).